# Geleche (sockenhuvudort i Kina, Hubei Sheng, lat 29,55, long 109,25)
Geleche är en sockenhuvudort i Kina. Den ligger i provinsen Hubei, i den centrala delen av landet, omkring 500 kilometer väster om provinshuvudstaden Wuhan. Antalet invånare är 10 042. Befolkningen består av 4 908 kvinnor och 5 134 män. Barn under 15 år utgör 22,0 %, vuxna 15-64 år 62 %, och äldre över 65 år 15,0 %.
Runt Geleche är det tätbefolkat, med 308 invånare per kvadratkilometer. Närmaste större samhälle är Xiangfeng, 15,9 km öster om Geleche. I omgivningarna runt Geleche växer i huvudsak blandskog.
Genomsnittlig årsnederbörd är 1 647 millimeter. Den regnigaste månaden är september, med i genomsnitt 269 mm nederbörd, och den torraste är december, med 17 mm nederbörd.